# سيدريك ثورنتون
سيدريك ثورنتون (بالإنجليزية: Cedric Thornton)‏ هو لاعب كرة قدم أمريكية أمريكي، ولد في 21 يونيو 1988 في ستار سيتي في الولايات المتحدة.

## وصلات خارجية
- سيدريك ثورنتون على موقع مرجع كرة القدم المحترفة.كوم (الإنجليزية)